# Chrotomys silaceus
Chrotomys silaceus és una espècie de mamífer rosegador de la família dels múrids. És endèmic de la Cordillera Central de Luzon (Filipines), on viu a altituds d'entre 1.800 i 2.500 msnm. S'alimenta de cucs de terra. Els seus hàbitats naturals són els boscos montans o molsosos. És una espècie en risc mínim, és a dir, no sembla que hi hagi cap amenaça significativa per a la seva supervivència.